# کریستف رینرو
کریستف رینرو (فرانسوی: Christophe Rinero‎؛ زادهٔ ۲۹ دسامبر ۱۹۷۳) دوچرخه‌سوار اهل فرانسه است.